# كريستيان أوليفاريس
كريستيان أوليفاريس (بالإسبانية: Cristián Olivares)‏ هو لاعب كرة قدم تشيلي، ولد في 19 سبتمبر 1980 في تشيلي. لعب مع ديبورتيس ميليبيلا.